# Franz Mali

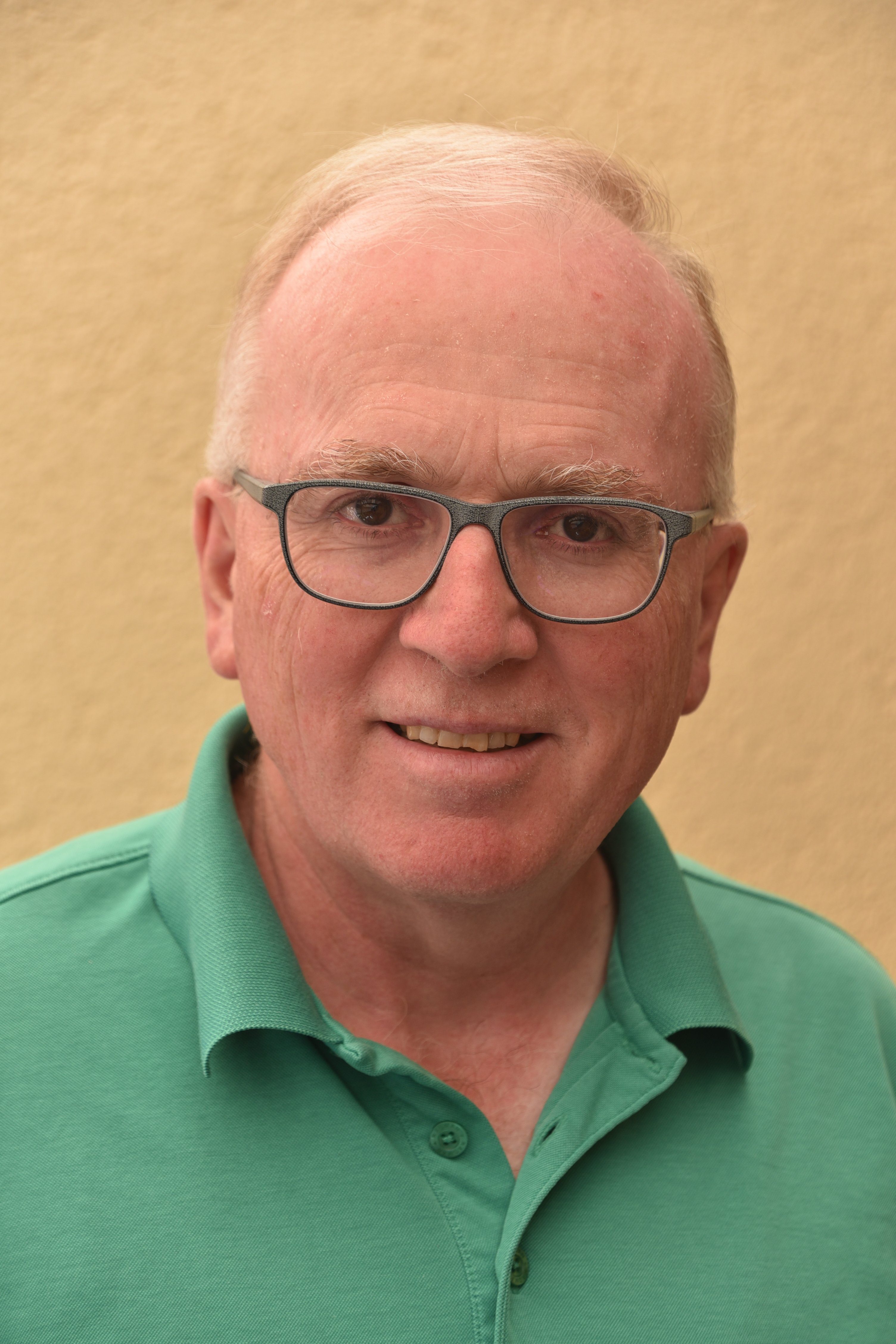
Franz Mali (2022)

Franz Mali (* 28. Dezember 1960 in Oberzeiring, Steiermark) ist ein österreichischer römisch-katholischer Priester und Theologe. Er ist Universitätsprofessor für griechische Patristik, Geschichte der Alten Kirche und Sprachen des christlichen Orients an der Katholisch-Theologischen Fakultät der zweisprachigen Universität Freiburg (französisch Université de Fribourg, lateinisch Universitas Friburgensis) in Freiburg im Üechtland (französisch Fribourg [fʀibuʀ]) in der Schweiz.

## Leben

### Herkunft und Ausbildung
Franz Mali wuchs als eines von sechs Kindern einer katholischen Familie in Oberzeiring, Obersteiermark, auf. Sein 1989 gestorbener Vater war Fabrikarbeiter und vorher Holzknecht. Seine 2014 gestorbene Mutter war Hausfrau und Landwirtin. Ein Bruder starb 2003.
Mali besuchte die Volksschule in seinem Heimatort. Danach absolvierte er das Bischöfliche Gymnasium in Graz und studierte anschließend an der Katholisch-Theologischen Fakultät der Universität Graz römisch-katholische Theologie. Er schloss dieses Studium 1984 mit der Sponsion zum Magister der Theologie ab. Während seines Studiums entdeckte er nach eigener Angabe seine Liebe zu den „unkomplizierten, Probleme nicht unter den Teppich kehrenden“ Kirchenvätern. In weiterer Folge studierte er vier Semester in Rom Patristik und erwarb das Lizenziat der Patristik. Wieder zurück in Graz, unterrichtete er Religion im Privatgymnasium Sacré Coeur Graz und war Pastoralpraktikant in der Grazer Grabenpfarre. Gleichzeitig arbeitete er an seiner Dissertation bei Universitätsprofessor Johannes Baptist Bauer am Institut für Ökumenische Theologie, Ostkirchliche Orthodoxie und Patrologie der Universität Graz. Mit Abschluss seines Doktoratsstudiums wurde er zum Doktor der Theologie promoviert.
Er wurde 1990 von Diözesanbischof Johann Weber im Grazer Dom zum Diözesanpriester der Diözese Graz-Seckau geweiht und wirkte in den drei anschließenden Jahren als Kaplan in Gnas und Trautmannsdorf, Oststeiermark.
Franz Mali habilitierte sich danach von Oktober 1993 bis 16. Februar 1998 bei Universitätsprofessor Wilhelm Maximilian Gessel, ab 1979/80 Ordinarius für Alte Kirchengeschichte, Patrologie und Christliche Archäologie an der Katholisch-Theologischen Fakultät der Universität Augsburg, mit einer Arbeit über den Kirchenvater Pseudo-Dionysius Areopagita. Während dieser Zeit übte er in der Nähe von Augsburg auch seinen priesterlichen Dienst als Seelsorger aus. Ein zusätzliches halbes Studienjahr absolvierte er ab Herbst 1998 in Sankt Petersburg, Russland.

### Berufliche Arbeit als Wissenschaftler
-Er wurde mit 1. August 1999 als Assoziierter Universitätsprofessor auf den Lehrstuhl für griechische Patristik, Geschichte der alten Kirche und Sprachen des christlichen Orients an der zweisprachigen Katholisch-Theologischen Fakultät der Universität Freiburg (Université de Fribourg), der sechstgrößten und einzigen zweisprachigen Universität in der Schweiz, berufen und war von 2012 bis 2015 deren Dekan. Seit 2018 ist er Vizerektor der Universität Freiburg.

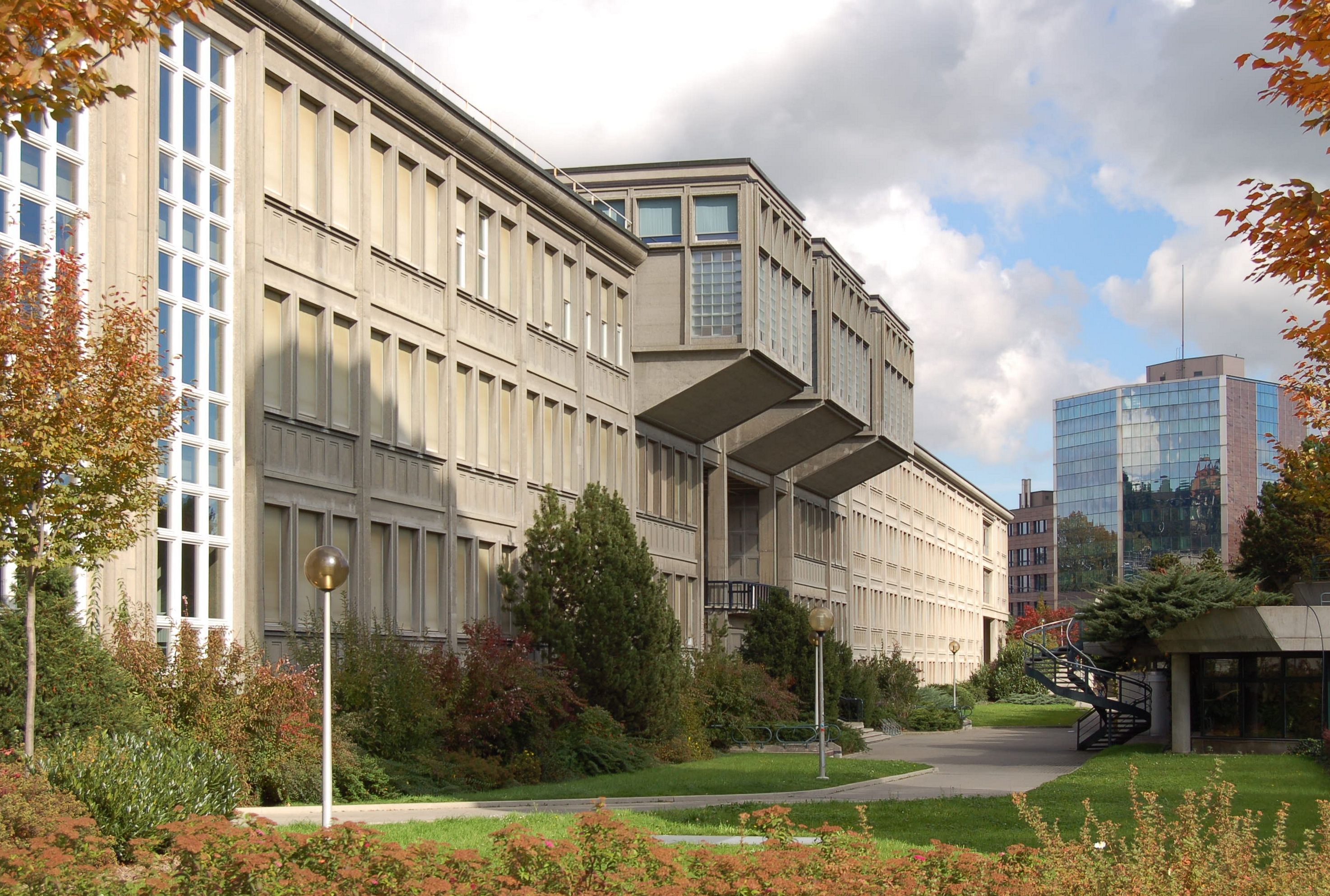
Universität Freiburg (Université de Fribourg), Hauptgebäude Miséricorde (Geisteswissenschaftliche Fakultäten mit der Theologischen Fakultät)

Der Lehrstuhl für Patristik und Geschichte der Alten Kirche der Universität Freiburg gehört zum Departement für Patristik und Kirchengeschichte und zum Institut für Antike und Byzanz. Lehrstuhlinhaber ist Franz Mali. Er vertritt in Forschung und Lehre das Gebiet der Alten Kirchengeschichte, die Theologiegeschichte und die Literaturgeschichte der Alten Kirche sowie die altorientalischen Kirchen. Zum Lehrstuhl gehört ebenfalls ein Lehr- und Forschungsrat für Patristik und Dogmengeschichte.
Seit 1970 ist an den Lehrstuhl das Institut für Sprachen der biblischen Welt und des christlichen Orients angegliedert. Dieses Institut hat sich zum Ziel gesetzt, das Erlernen antiker und mittelalterlicher Sprachen zu ermöglichen und zu fördern, die für das Verständnis der Bibel und die Erschließung wichtiger literarischer Quellen der Kirchengeschichte notwendig und nützlich sind. Aufgrund der ökumenischen Relevanz, der interreligiösen und interkonfessionellen Perspektive will das Institut weiters Institutionen, die mit Kulturen, Religionen und Kirchen des Ostens befasst sind, besonders in sprachlichen und exegetischen Fragen unterstützen und für Beratung zur Verfügung stehen. Zu den Aufgaben des Institutes gehört ebenfalls die Unterstützung der Schweizerischen Patristischen Arbeitsgemeinschaft.
Franz Mali ist Mitglied mehrerer Direktorien, darunter das Direktorium des Studienzentrums für Glaube und Gesellschaft am Institut für Ökumenische Studien der Universität Freiburg (Fribourg), das Direktorium des Institutes für Antike und Byzanz, eines Institutes an der Philosophischen Fakultät, das Direktorium des Institutes Dominique Barthélemy und der Stiftungsrat des Spicilegium Friburgense.
Auf Vorschlag des Vorstandes und mit Beschluss des Kuratoriums der Stiftung Pro Oriente ernannte der Erzbischof von Wien, Kardinal Christoph Schönborn OP, Franz Mali zur fachlichen Beratung des Vorstandes hinsichtlich der Erfüllung des Stiftungszweckes und der Bestimmung der wichtigsten Aufgaben auf die Dauer von vier Jahren zum Konsultor.

### Weitere Tätigkeiten
Im November 2005 würdigte Franz Mali anlässlich der Verleihung der Ehrendoktorates der Theologischen Fakultät der Universität Freiburg (Fribourg) an den früheren Bischof von St. Gallen, Ivo Fürer, diesen im Namen der Fakultät unter anderem aufgrund seines Einsatz für die Umsetzung der Beschlüsse des Zweiten Vatikanischen Konzils im Bistum St. Gallen sowie auf gesamtschweizerischer und europäischer Ebene, wie es in der Promotionsurkunde heißt.
Er bezieht zusätzlich zu seiner hauptberuflichen Lehrtätigkeit auch immer wieder aktuell in verschiedenen Medien zu konkreten Themen des Glaubens und der Kirche Stellung. So schrieb er im April 2014 anlässlich der Fastenzeit, der Karwoche und des Osterfestes einen Artikel zur Frage „Welchen Sinn hat Leiden?“ in den Freiburger Nachrichten. Am 22. März 2015, dem Passionssonntag, veröffentlichte die Kleine Zeitung in ihrer Sonntagsbeilage unter dem Titel „Leid ist auch Zeichen großer Nähe“ ein Interview von Monika Schachner mit Franz Mali.
Er ist auch im Projekt Kirche mit* den Frauen engagiert, das sich für eine geschwisterliche und dialogische Kirche einsetzt: „Für eine Kirche mit den Frauen“ fand im Mai und Juni 2016 eine 1000 Kilometer lange Pilgerreise nach Rom statt, in deren Rahmen die genannten Anliegen bei Papst Franziskus deponiert wurden.
Neben seinem universitären Wirken ist Franz Mali ehrenamtlich in der Seelsorge tätig.

### Pilgerreise nach Israel

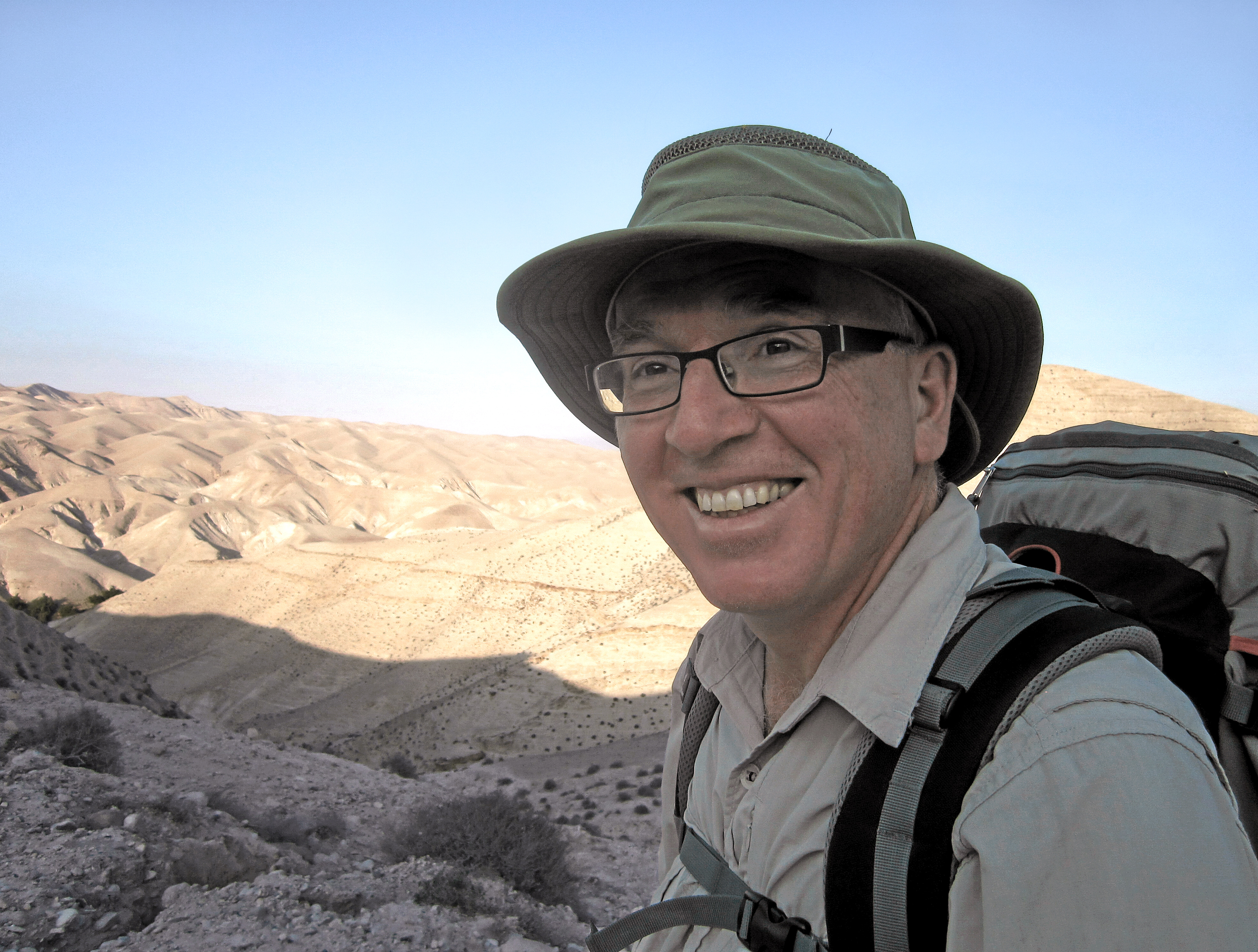
Franz Mali gegen Ende der Pilgerreise am 22. Dezember 2011 im Westjordanland (nahe Mitspe Jericho, GPS-Position: N31°49.263' E35°23.348')

Franz Mali pilgerte von Christi Himmelfahrt bis Weihnachten 2011 gemeinsam mit Christian M. Rutishauser SJ, damals Leiter des Lassalle-Hauses, eines Zentrums für interreligiöse Begegnung mit den Schwerpunkten Spiritualität, Dialog und Verantwortung, in Bad Schönbrunn in der Schweiz, Esther Rüthemann und Hildegard Aepli ausgehend vom Lassalle-Haus, zu Fuß über Italien, Österreich, Slowenien, Kroatien, Serbien, Bulgarien, die Türkei, Syrien und Jordanien bis nach Israel.
Er plante als Leiter der Pilgergruppe die gesamte Route minutiös und führte die Gruppe mit GPS-Unterstützung sicher. Die vier Pilger begegneten der Geschichte der Kreuzfahrer, des christlichen Byzanz und des osmanischen Reichs. Auf dem Balkan sahen sie die Spuren der Balkankriege, in Syrien kamen sie mit dem Bürgerkrieg in Berührung. Auch die israelisch-palästinensische Trennmauer war zu passieren. Der Dialog der Religionen war für sie zentral: Auf einer Friedenskonferenz in Jerusalem wurde erörtert, wie Pilger und die Wallfahrtsorte im Heiligen Land zur Verständigung beitragen. In einem Blog war die Pilgerreise auch begleitbar. Die Gruppe feierte zu Weihnachten in Jerusalem und Bethlehem den Abschluss dieser ungefähr siebenmonatigen Pilgerreise mit über 4000 zu Fuß zurückgelegten Kilometern.
Franz Malis Reiseerfahrungen waren nach der Rückkehr Inhalt vieler seiner Vorträge in Österreich, Deutschland und der Schweiz. Seit der Karwoche 2015 ist unter dem Titel Vier Pilger – ein Ziel. Zu Fuß nach Jerusalem ein neues Buch erhältlich, das die vier Pilger über ihre gemeinsame Pilgerreise verfassten.

### Sonstiges
„Dauerspannung“ beschert es dem begeisterten Chorsänger und Wanderer im zweisprachigen Freiburg (Fribourg) nach wie vor, ob er mit einem Gegenüber gerade Deutsch oder Französisch reden soll.
Er wurde nach dem am 28. Jänner 2015 vom Heiligen Stuhl angenommenen Rücktritt des steirischen Diözesanbischofs Egon Kapellari Anfang Februar 2015 in den Medien, beispielsweise in den Salzburger Nachrichten, als einer seiner möglichen Nachfolger im Bischofsamt genannt. Auch die Kleine Zeitung erwähnte ihn in diesem Zusammenhang in ihrer Printausgabe vom 16. März 2015.

## Bibliografie (Auszug)

### Monografien
- Das „Opus imperfectum in Matthaeum“ und sein Verhältnis zu den Matthäuskommentaren von Origenes und Hieronymus. Innsbruck 1991 (= Innsbrucker theologische Studien 34), zugl. Dissertation Universität Graz, ISBN 3-7022-1805-X.[48]

- „Handkommunion“: Erläuterungen zur vereinzelt in Zweifel gezogenen Praxis. Hrsg. v. Pastoralamt der Diözese Graz-Seckau, Graz 1999 (= Liturgische Reihe 1).

### Sammelbände
- Pro-Oriente-Studientagung „Einheit und Katholizität der Kirche“. Forscher aus dem Osten und Westen Europas an den Quellen des gemeinsamen Glaubens. Studientagung Sibiu, 27.–30. Juni 2007. Hrsg. von Th. Hainthaler, F. Mali und G. Emmenegger. Innsbruck 2009 (= Pro Oriente Bd. 36 / Wiener Patristische Tagungen Bd. IV), ISBN 978-3-7022-3020-3.[49]

- Pro-Oriente-Studientagung „Heiligkeit und Apostolizität der Kirche“. Forscher aus dem Osten und Westen Europas an den Quellen des gemeinsamen Glaubens. Studientagung Thessaloniki, 22.–26. September 2009. Hrsg. von Th. Hainthaler, F. Mali und G. Emmenegger. Innsbruck 2010 (= Pro Oriente Bd. 35 / Wiener Patristische Tagungen Bd. V), ISBN 978-3-7022-3102-6.[50][51]

- Athanasius: Das Leben des heiligen Antonius. Im Auftrag der Inländischen Mission herausgegeben und mit einer Einführung versehen von Franz Mali. Freiburg / Fribourg 2010.

- Nerses von Lambron – Die Ungeduld der Liebe. Zur Situation der christlichen Kirchen. Synodalrede zu Hromkla (1179) – Brief an König Lewon II. (1195). Übers. u. hrsg. v. Iso Baumer / unter Mitarbeit von Franz Mali, Abel Manoukian, Boghos Levon Zekiyan und Thomas Kremer. Paulinus-Verlag, Trier 2013 (= Sophia Bd. 36), ISBN 978-3-7902-1460-4.

- Pro-Oriente-Studientagung „Für uns und unser Heil“. Soteriologie in Ost und West. Forscher aus dem Osten und Westen Europas an den Quellen des gemeinsamen Glaubens. Studientagung Esztergom, 3.–5. Oktober 2012: « Pour nous et pour notre salut » – Sotériologie vue de l’Orient et de l’Occident. Hrsg. v. Th. Hainthaler, F. Mali, G. Emmenegger u. M. Lenkaityte Ostermann. Innsbruck 2014 (= Pro Oriente Bd. 37 / Wiener Patristische Tagungen Bd. VI), ISBN 978-3-7022-3351-8.[52]

- Hildegard Aepli, Esther Rüthemann, Christian Rutishauser, Franz Mali: Vier Pilger - ein Ziel. Zu Fuß nach Jerusalem. Echter Verlag, Würzburg 2015, ISBN 978-3-429-03818-2, 280 S.

### Beiträge in Sammelbänden/Lexika
- Die Kirche, eine „keusche Dirne“ (casta meretrix): Anmerkungen zur Heiligkeit der Kirche beim hl. Ambrosius von Mailand. In: Pro Oriente-Studientagung „Heiligkeit und Apostolizität der Kirche“. Forscher aus dem Osten und Westen Europas an den Quellen des gemeinsamen Glaubens. Thessaloniki, 22.–26. September 2009. Hrsg. von Th. Hainthaler, F. Mali und G. Emmenegger. Innsbruck 2010 (= Pro Oriente Bd. 35 / Wiener Patristische Tagungen Bd. V), S. 343–357, ISBN 978-3-7022-3102-6.[51]

- Dionysius Ps.-Areopagita und seine astronomischen Kenntnisse. In: Nomina divina. Colloquium Dionysiacum Pragense (Prag, den 30.-31. Oktober 2009). Hrsg. von L. Karfíková, M. Havrda, unter Mitwirkung von L. Chvátal. Fribourg 2011 (= Paradosis 52), S. 89–106, ISBN 978-3-7278-1699-4.

- Aşa numitul Edict de la Milano şi scrierea De mortibus persecutorum a lui Lactanţiu. In: Cruce şi misiune. Sfinţii Împăraţi Constantin şi Elena - promotori ai libertăţii religioase şi apărători ai Bisericii, vol. II. Studii culese şi publicate de Emilian Popescu şi Viorel Ioniţă, Bukarest 2013, S. 289–298. (= Übers. des Artikels: Das sogenannte Edikt von Mailand und die Schrift De mortibus persecutorum des Laktantius. In: Ebd. S. 277–287.)

- Descendit ad inferos. Das Heil Christi für den verstorbenen 'Adam'. Erlösung nach dem Nikodemus-Evangelium. In: Für uns und unser Heil. Soteriologie in Ost und West. Forscher aus dem Osten und Westen Europas an den Quellen des gemeinsamen Glaubens. Studientagung Esztergom, 3.–5. Okt. 2012: « Pour nous et pour notre salut » – Sotériologie vue de l’Orient et de l’Occident. Hrsg. v. Th. Hainthaler, F. Mali, G. Emmenegger u. M. Lenkaityte Ostermann. Innsbruck 2014 (= Pro Oriente Bd. 37 / Wiener Patristische Tagungen Bd. VI), S. 67–79, ISBN 978-3-7022-3351-8.[52]

### Beiträge in wissenschaftlichen Zeitschriften
- Julianische Berechnung des Osterdatums und Gregorianischer Kalender? In: Ostkirchliche Studien 53, 2004, S. 309–327.

- Hristologia Bisericii din Orient: Creştinii în regatul sasanid. In: Hristos. Bukarest 2004 (Sfinţii Parinţi pe întelesul tuturor 2), S. 119–140.

- Die Wallfahrt des Romanus nach Acaunus / St-Maurice. Ein Beitrag zum Reiseweg. In: Helvetia archaeologica 41, Nr. 161, 2010, S. 5–12.

- Pelagius and Augustine: More than a Doctrinal Controversy. In: Augustiniana 60, 2010, S. 9 f.